# 北海道道940号東川旭川線
北海道道940号東川旭川線（ほっかいどうどう940ごう ひがしかわあさひかわせん）は、北海道上川郡東川町と旭川市を結ぶ一般道道（北海道道）である。

## 概要

### 路線データ
- 起点：北海道上川郡東川町西4号北（北海道道611号瑞穂東川線交点）
- 終点：北海道旭川市豊岡4条7丁目（北海道道90号旭川環状線交点）
- 総延長：11.934 km[1][注釈 1]
- 実延長：11.891 km[1][注釈 1]
- 重用延長：0.043 km[1][注釈 1]

### 道路管理者
- 上川総合振興局 旭川建設管理部 事業課

## 歴史
- 1978年（昭和53年）5月6日 - 路線認定[2]。

## 地理

### 通過する自治体
- 上川総合振興局
  - 上川郡東川町
  - 旭川市

### 交差する道路
東川町
- 北海道道611号瑞穂東川線 - 西4号北（起点）

旭川市
- 北海道道37号鷹栖東神楽線 - 東旭川町旭正
- 北海道道90号旭川環状線 - 豊岡4条7丁目（終点）

### 沿線にある施設など
東川町
- 東川町立東川第二小学校
- 東川町立東川第一小学校
- 北海道東川養護学校